# Neopetrolisthes maculatus
Neopetrolisthes maculatus (H. Milne Edwards, 1837), conosciuto comunemente come granchio porcellana nonostante non sia un granchio, è un crostaceo decapode appartenente alla famiglia Porcellanidae.

## Distribuzione e habitat
La specie è diffusa nel bacino dell'Indo-Pacifico, dalle coste orientali dell'Africa sino all'Australia, spingendosi a nord sino a Taiwan e alle isole Ryukyu e a est sino alle isole Figi.
Popola le acque poco profonde delle barriere coralline, contraendo rapporti di commensalismo con gli anemoni di mare dei generi Cryptodendrum, Entacmaea, Gyrostoma, Heteractis e Stichodactyla.